# Coeliccia
Coeliccia är ett släkte av trollsländor. Coeliccia ingår i familjen flodflicksländor.

## Dottertaxa tillCoeliccia, i alfabetisk ordning[1]
- Coeliccia acco
- Coeliccia albicauda
- Coeliccia arcuata
- Coeliccia axinocercus
- Coeliccia bimaculata
- Coeliccia boettcheri
- Coeliccia borneensis
- Coeliccia brachysticta
- Coeliccia campioni
- Coeliccia chromothorax
- Coeliccia coomansi
- Coeliccia cyaneothorax
- Coeliccia cyanomelas
- Coeliccia didyma
- Coeliccia dinoceras
- Coeliccia doisuthepensis
- Coeliccia dorothea
- Coeliccia erici
- Coeliccia exoleta
- Coeliccia flavicauda
- Coeliccia flavostriata
- Coeliccia fraseri
- Coeliccia furcata
- Coeliccia galbina
- Coeliccia hoanglienensis
- Coeliccia kazukoae
- Coeliccia kimurai
- Coeliccia lieftincki
- Coeliccia loogali
- Coeliccia loringae
- Coeliccia macrostigma
- Coeliccia megumii
- Coeliccia membranipes
- Coeliccia mingxiensis
- Coeliccia montana
- Coeliccia nigrescens
- Coeliccia nigrohamata
- Coeliccia octogesima
- Coeliccia onoi
- Coeliccia palawana
- Coeliccia poungyi
- Coeliccia prakritii
- Coeliccia pyriformis
- Coeliccia renifera
- Coeliccia resecta
- Coeliccia rossi
- Coeliccia rotundata
- Coeliccia sarbottama
- Coeliccia satoi
- Coeliccia schmidti
- Coeliccia scutellum
- Coeliccia sexmaculata
- Coeliccia simillima
- Coeliccia svihleri
- Coeliccia tomokunii
- Coeliccia uenoi
- Coeliccia vacca
- Coeliccia werneri
- Coeliccia yamasakii